# Hespe (Sorpe)
Die Hespe ist ein 7,3 km langer Zufluss der Sorpetalsperre in Sundern (Sauerland) im nordrhein-westfälischen Hochsauerlandkreis.

## Name
Die Grundform des Namens ist *Hēsapa. Er setzt sich zusammen aus der Endung -apa und dem Wort altsächsischen *hēs-. Letzteres bezeichnete eine im Niederwaldbetrieb stehende Hecke oder einen Wurzelstock, aus dem die jungen Stämme wachsen.

## Geographie

### Verlauf
Die Hespe entspringt im Südosten des Neuenrader Stadtgebietes auf einer Höhe von 429 m ü. NHN und ist neben der Sorpe der größte Zufluss(BK 4713-0168) der Sorpetalsperre. Gespeist wird die Hespe unter anderem von den Flüssen Hiemke, Ringelnbecke und Fräsberger Siepen.
Im Mittellauf fließt die Hespe entlang des Naturschutzgebietes Bewaldete Siepentäler östlich Forsthaus Linschede.
Auf ihrem Weg bis zur Mündung durchfließt die Hespe die geschützten Biotopflächen „Oberes Hespetal südlich Linschede“ (BK 4713-0167), „NSG-Vorschlag Mittleres Hespetal bei Forsthaus Linschede“ (BK 4713-0168), „Unteres Hespetal südwestlich Bruchhausen“ (BK 4613-0302) und „Mündungsbereiche von Sorpe und Hespe im Sorpe-Vorstaubecken“ (BK 4613-0296) und mündet auf einer Höhe von 282 m ü. NHN südwestlich des Vordamms der Sorpetalsperre in das Sorpe-Vorstaubecken.
Bei einem Höhenunterschied von 147 m beträgt das mittlere Sohlgefälle 20 ‰. Das 1,446 km² große Einzugsgebiet wird über Ruhr und Rhein zur Nordsee hin entwässert.

### Zuflüsse
- Ringelnbecke (links)
- Hiemke (links)
- Fräsberger Siepen (rechts)